# Eugene Hoade
Eugene Hoade OFM (ur. 1903 w Headford, zm. 17 marca 1972 w Rzymie) – irlandzki franciszkanin, teolog, palestynolog, misjonarz.

## Biografia
Eugene Hoade urodził się w Headford w hrabstwie Galway na zachodnim wybrzeżu Irlandii w 1903 roku. Był wychowankiem franciszkańskiego Multyfarnham College w Westmeath. Do nowicjatu Zakonu Braci Mniejszych wstąpił w Killarney we wrześniu 1921 roku. Studia filozoficzno-teologiczne odbył w Lowanium i na Gregorianie w Rzymie. Święcenia kapłańskie przyjął w Rzymie w 1927 roku. W 1928 roku obronił doktorat z teologii na Papieskim Uniwersytecie Gregoriańskim. Na krótko wrócił do Irlandii, gdzie prowadził wykłady na Uniwersytecie w Dublinie (irl. Coláiste Ollscoile, Baile Átha Cliath).
W 1929 roku o. Hoade, na prośbę ministra generalnego Bonaventury Marraniego, wyjechał do Jerozolimy, gdzie został najpierw wicedyrektorem, a następnie dyrektorem prowadzonej przez Kustodię Ziemi Świętej szkoły średniej w konwencie Terra Sancta College. W tym okresie publikował opracowania dotyczące archeologii biblijnej i historii miejsc świętych w Palestynie. W 1942 roku opublikował ilustrowany książkowy przewodnik w języku angielskim Guide to the Holy Land, który w latach 1942–1984 miał ponad dwadzieścia wznowień. Współpracował w tłumaczeniu wydawnictw z języków: greckiego, włoskiego i arabskiego. Redagował anglojęzyczne podręczniki dla prowadzonych przez franciszkanów arabskich szkół.
W grudniu 1937 roku powierzono mu gwardianat w Getsemani. Od 1938 roku pełnił urząd oficjalnego katolickiego kapelana państwowej Policji Palestyńskiej (ang. Palestine Police). Hoade zdobył szacunek zarówno wśród katolików jak i policjantów niekatolików. Odwiedzał posterunki, sprawował posługę duszpasterską oraz organizował wspólne zwiedzanie miejsc świętych. Oprowadzał międzynarodowych dygnitarzy oraz uczestników irlandzkich pielgrzymek narodowych. Wpływy o. Hoade w policji były szczególnie silne w latach 1943–1946, gdy dowodził nią irlandzki katolik pochodzący z Corku mjr Michael McConnell. Hoade mianowany został honorowym zastępcą komendanta oraz nosił ze sobą broń palną. Był oficjalnym doradcą rządu mandatoryjnego ds. relacji z katolikami, co było szczególnie ważne w momencie stale wzrastającej liczby katolików-uchodźców napływających do Palestyny. Z tej pozycji opowiadał się za nadaniem Jerozolimie specjalnego statusu. Chciał, by miasto znajdowało się pod zwierzchnictwem międzynarodowym. Syjonizm postrzegał jako zagrożenie dla chrześcijańskiego dziedzictwa w Palestynie.
W 1947 roku Getsemani z terenami należącymi do franciszkanów znalazło się pod kontrolą Jordanii. Ojciec Hoade został przewodniczącym Jordańskiego Komitetu Pomocy Żywnościowej (ang. Jordan’s Famine Relief Committee), zasiadał też w radzie ds. turystyki (ang. tourism board). W 1948 roku był jednym z kandydatów na specjalnego komisarza dla miasta. W latach 1947–1949 w irlandzkiej prasie ukazywały się artykuły o. Hoade ukazujące zniszczenia, do jakich dochodziło w chrześcijańskich sanktuariach w wyniku konfliktu izraelsko-palestyńskiego. Antyizraelskie nastawienie o. Hoade podyktowane było również ilością ofiar po stronie Policji Palestyńskiej, której był kapelanem. W ciągu ostatnich dziewięciu lat mandatu w wyniku ataków na policję zginęło 116 policjantów. Oficerowie Legionu Arabskiego potwierdzali udział o. Hoade w szkoleniach w posługiwaniu się bazookami i obsadzaniu posterunków na murach Starego Miasta podczas I wojny izraelsko-arabskiej.
W 1954 roku odmówiono o. Hoade wjazdu na teren izraelskiej części Jerozolimy. 6 grudnia 1956 został wydalony z kraju przez władze jordańskie jako persona non grata. Przez Bejrut franciszkanin trafił do Rzymu. Jordańczycy nigdy nie podali oficjalnego powodu wydalenia. W Rzymie o. Hoade zamieszkał najpierw w irlandzkim Kolegium św. Izydora (wł. Collegio San Isidoro), następnie został penitencjarzem w Bazylice św. Jana na Lateranie. Był konsultorem Kongregacji Kościołów Wschodnich i doradcą kardynała Grzegorza Piotra Agadżaniana podczas Soboru Watykańskiego II. Uczestniczył w planowaniu podróży apostolskiej Pawła VI do Ziemi Świętej w 1964 roku. Ojciec Eugene Hoade zmarł w Rzymie 17 marca 1972 roku. Został pochowany w kwaterze franciszkanów na Campo Verano.

## Publikacje
- 1936 – Miri and Amiri. Mulk and Mamluk: Legal notes on state lands and private lands in Palestine, Tipografia di N.S. Regina di Palestina, Rafat (współautor: Filippo Talvacchia)
- 1942 – Guide to the Holy Land, Franciscan Printing Press, Jerusalem (liczne wznowienia)
- 1945 – An outline of history, Franciscan Printing Press, Jerusalem
- 1947 – The place of the Last Supper and the Tomb of David, Franciscan Press, Jerusalem (wznawiane)
- 1950 – The Holy Land and the Franciscans, Franciscan Printing Press, Jerusalem
- 1952 – Western Pilgrims (Studium Biblicum Franciscanum 18), Franciscan Printing Press, Jerusalem (wznowienia)
- 1954 – Elementary English Grammar, Franciscan Printing Press, Jerusalem
- 1954 – East of the Jordan, Franciscan Printing Press, Jerusalem
- 1956 – Jerusalem and its environs, Franciscan Printing Press, Jerusalem (wznowienia)
- 1958 – Marian shrines in Mary’s Land with 44 illustrations, Commissariat of the Holy Land, Ottawa
- 1973 – A short guide to the Holy Land, Franciscan Printing Press, Jerusalem
- 1974 – Historical and geographical outline of the Holy Land, Jerusalem